# Constantinos Apostolou Doxiadis
Constantinos Apostolou Doxiadis (de asemenea, Konstantinos; în greacă Κωνσταντίνος (Αποστόλου) Δοξιάδης, pronunțat [konstanˈtinos doksiˈaðis]; adesea citat ca C. A. Doxiadis) (n. 14 mai 1914 – d. 28 iunie 1975) a fost un arhitect și planificator urban grec.
Doxiadis a devenit foarte cunoscut ca fiind arhitectul șef al orașului Islamabad, noua capitală a noi formatei țări Pakistan (prin desprinderea de India britanică, în 1947), iar ulterior creatorul conceptului de Ekistică.

## Biografie

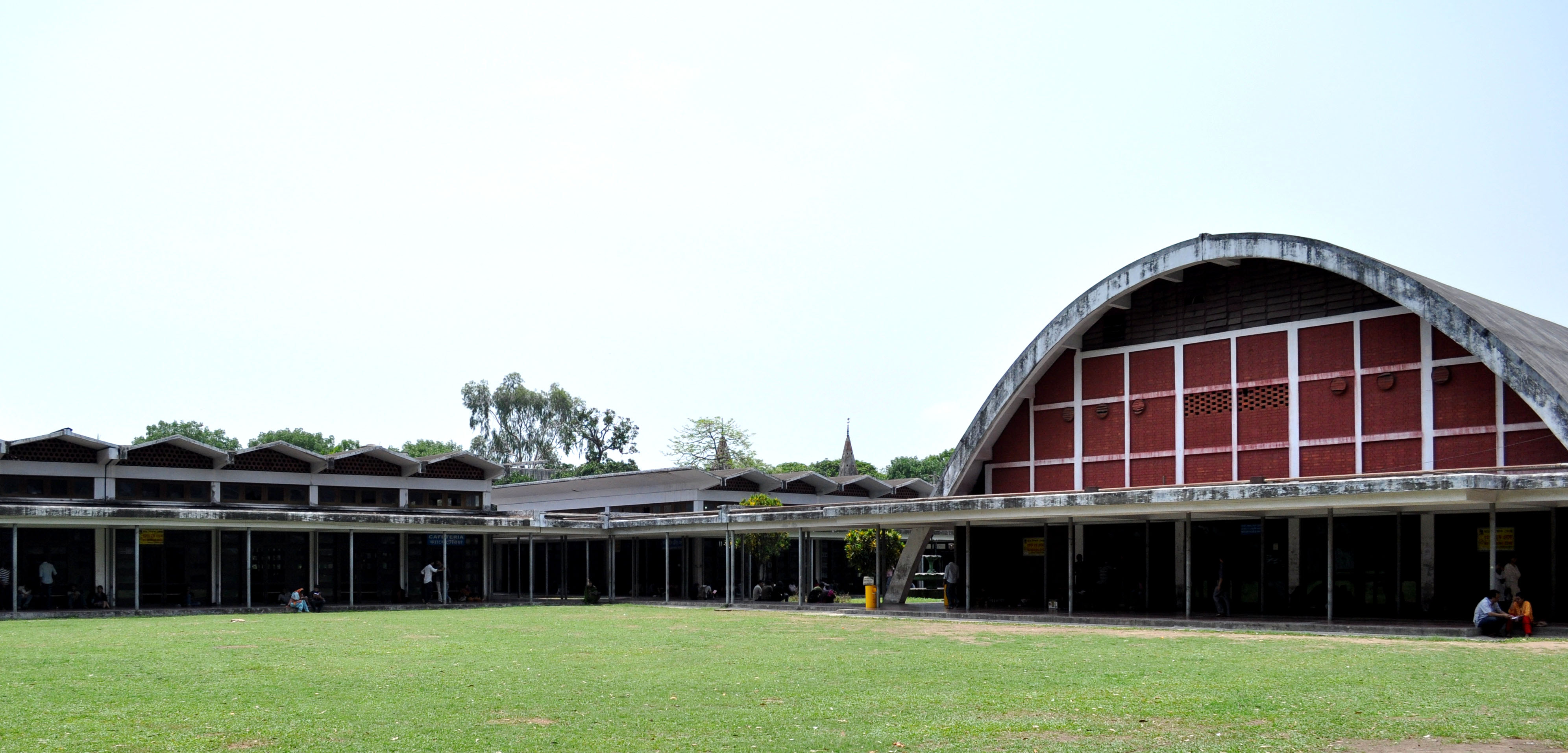
Teacher-Student Centre (TSC), Universitatea din Dhaka, Bangladesh

Doxiadis a terminat facultatea de arhitectură a Universității din Atena în 1935, obținând un doctorat de la Universitatea Charlottenburg (astăzi Universitatea Tehnică din Berlin) în 1936. În 1937, a fost numit șef al planificării urbane a Atenei Metropolitane. În anii celui de-al doilea război mondial, a deținut poziția de șef al Departamentului Regional și de Planificare Urbană din Ministerul Lucrărilor Publice. 

## Alte articole conexe
- Apostolos Doxiadis
- Ekistică
- Settlement hierarchy